# غريغ بوس
غريغ بوس (بالإنجليزية: Greg Poss)‏ هو لاعب هوكي الجليد أمريكي، ولد في 6 مايو 1965 في غرين باي في الولايات المتحدة.

## وصلات خارجية
- غريغ بوس على موقع EliteProspects.com (الإنجليزية)
- غريغ بوس على موقع HockeyDB.com (الإنجليزية)